# 花の降る午後
『花の降る午後』（はなのふるごご）は、宮本輝の小説である。

## 概要
1985年から1986年まで地方紙、『南日本新聞』、『新潟日報』、『徳島新聞』、『北日本新聞』に連載された。新潮社『宮本輝全集 第8巻』にの後書きにて、この作品を書く切っ掛けとなったのは友人知人の事故や不幸、身内の不幸が続いた事により、作品内善人は幸せになってほしいという希望から執筆をしている。
1989年にはNHKでテレビドラマ化され、東宝から神戸市政100周年記念映画として発表された。
舞台は神戸。亡くなった夫の遺志を継ぎ、フランス料理レストラン・アヴィニヨンを切り盛りする甲斐典子。そのアヴィニヨンの乗っ取りを計画する夫婦がいた。荒木幸夫・実紗夫妻であった。アヴィニヨンを乗っ取るため、実紗はアヴィニヨンのスタッフに手をかけ始め…。

### 書籍
単行本は1988年に角川書店から刊行され、1991年に角川文庫版、1995年に講談社文庫版が刊行された。
新潮社『宮本輝全集 第8巻』 - 『花の降る午後』に収録。

## 登場人物

### 主要人物
甲斐典子
37歳の主人公。33歳の時に亡き夫の後を継ぎ、神戸のフランス料理店・アヴィニョンを経営している。生前の夫に購入してもらった絵画「白い家」を切っ掛けに雅通に出会い、自身のために60号の絵を依頼した。これが切っ掛けとなり雅道と惹かれあうが、自身の年齢差に対して臆している。
高見雅道
風景画「白い家」を描いた、駆け出しの27歳の画家。「白い家」を個展に出すために貸して欲しいとアヴィニョンへ訪問する。絵に対しては遠い道を歩き通す自信が無いほどのマイナス思考。普段の職業はイラストレーター。デザインスタジオで写植の文字貼り、営業マンとして働いている。

### 甲斐家関連
義直
作品中フルネームの記載がない、2年前に癌によって35歳で他界した典子の夫。大学時代はラグビー部のキャプテンだった。義直が亡くなる5日前の1981年5月2日に「白い家」の額の裏に典子に宛てた手紙を残していた。その手紙には典子に隠していた過去の話が記述されていた。
甲斐リツ
義直の母で、典子の義理の母。
加世子
リツの遠縁の娘。私立の女子大に入学し、甲斐家に下宿している。典子に敵対心を持っている。

### アヴィニヨン関連
加賀勝郎
フランスで12年修行し、グラビア雑誌や専門誌で紹介されるほどのシェフ。手製のアペリティフを作って客に出しているが、誰が作っているかは秘密にしている。趣味は広く、絵画、陶芸展にいったり、読書家である。厳しい指導に新人が辞めて行くこともあったが、これが要因となり、料理に生かされている事を、典子が気が付いていた。
葉山直衛
実直で経理に詳しい。典子のアイディアである、運転手付き軽自動車で来る。当初は拒否していたが、しつこく勧められて以降、軽自動車で出勤している。
水野敏弘
典子と同じく37歳。アヴィニョンの店員。ホテルのダイニングルームで働いている。東京にあるフランス料理店を4軒近く勤めていたため、典子よりもフランス料理に詳しい。妻と3人の子持ち。
秋津修一
アヴィニョンのウェイター。葉山の甥。水野とかづ子の関係について松木の店に強請に来た。これが原因で典子からクビを言い渡された。
江見恭弥
アヴィニョンの店員。店の将来のためにフランスに渡航する。
小柴
作品中フルネームの記載がない。過去に暗い経歴を持ち履歴書に嘘の記述をしているが、典子からは見抜かれているものの信頼されている。典子を「奥さん」と呼んでいる。妻がいる。
梶木克彦
水野と江見の紹介でアヴィニョンに勤める店員。

### 顧客関連
松木かづ子
貴金属店主・精兵衛の妻。40代のJTBの会（ジャズダンスのJ、食べるのT、本のBの略）を作った人物。会の人達がジャズダンスで肥満防止に成功していない事で、典子がダンスの頭文字「D」から「デブの会」という失言をした事で、アヴィニョンに来なくなり、芦屋の松木宅へ典子が謝罪をしている。その反面、アヴィニョンの店員・水野には法外なチップを渡している。
松木精兵衛
66歳のかづ子の夫。貴金属店の社長でアヴィニョンのお得意様。総務部長・後藤栄吉を使ってまでリード・ブラウンのお店の土地を欲しがっている。夫人と別れたがっている。
荒木幸夫
実紗の夫。ヤクザの方面でも手がうてる人物。
荒木実紗
アラキエンタープライズ専務取締役。最近自分の親族に関する調査をしていた。父は松木精兵衛。

### その他
リード・ブラウン
78歳のイギリス人。義直にラグビーボールを持たせた人物。典子とはチェスの相手であるが、初対戦で父の影響で将棋を嗜んでいた典子に負けている。肺気腫を患っている。息子マイクと嫁のジルとは仲が悪い。
黄健明
福建出身の右足痛風の男性。
黄芳梅
39歳。健明の娘。梅ちゃんと呼ばれている。
黄康順
42歳。健明の息子。典子に片思いしている。

## テレビドラマ版

### キャスト
- 岩下志麻
- 二谷英明
- 永島敏行
- 加藤治子
- 川谷拓三
- E・H・エリック
- 三國一朗

ほか

### スタッフ
- 脚本 - 畑嶺明
- 音楽 - 大野雄二
- 演奏 - 新室内楽協会
- 料理指導 - 酒井一之
- 方言指導 - 池田道枝
- 演出 - 江口浩之

### 主題歌
- 大木康子「ひとりぼっちのDIMANSHE(日曜日)」[3]
  - （作詞：三浦徳子、作曲：大野雄二）

## 映画版
1989年10月7日にみゆき座他東宝洋画系で公開。本作に主演した古手川祐子は第13回日本アカデミー賞主演女優賞、桜田淳子は助演女優賞を受賞した。

### キャスト
- 甲斐典子 - 古手川祐子
- 高見雅道 - 髙嶋政宏
- 荒木幸夫 - 夏夕介
- 黄芳梅 - 室井滋
- 工藤健一 - 円広志
- 葉山直衛 - 小林昭二
- 加賀ヨシエ - 赤座美代子
- 黄健明 - 高品格
- 沼田美加 - 田村英里子
- 松木かず子 - 明日香尚
- 松木精兵衛 - 黒部進
- 甲斐義直 - 古尾谷雅人
- 加賀勝郎 - 梅宮辰夫
- 荒木実紗 - 桜田淳子

### スタッフ
- 監督・脚本：大森一樹
- 製作者：角川春樹
- 音楽：加藤和彦
- 撮影：姫田真佐久
- 助監督：渡邊孝好
- 主題歌：「花の降る午後」カルロス・トシキ&オメガトライブ
  - （作詞：売野雅勇、作曲：林哲司、編曲：新川博）

### オリジナル・サウンドトラック
「角川春樹事務所作品 花の降る午後 オリジナル・サウンドトラック」は、映画のサウンドトラック・アルバムである。角川春樹のプロデュースのもと製作された。加藤和彦が製作した楽曲を中心に収録されており、また主題歌を担当したカルロス・トシキ&オメガトライブの楽曲も3曲収録されている。

#### 収録曲
1. Miss Dreamer
2. 神戸Night
3. 異人館
4. 二人の関係
5. MmeN.
6. 花の降る午後
7. Casino
8. Avignon
9. OPUS 7
10. サスペンス
11. Be Yourself

※作曲・編曲：加藤和彦（1,6,11曲目のみ、カルロス・トシキ&オメガトライブの楽曲）